# ترمينولوجيا هستولوجيكا

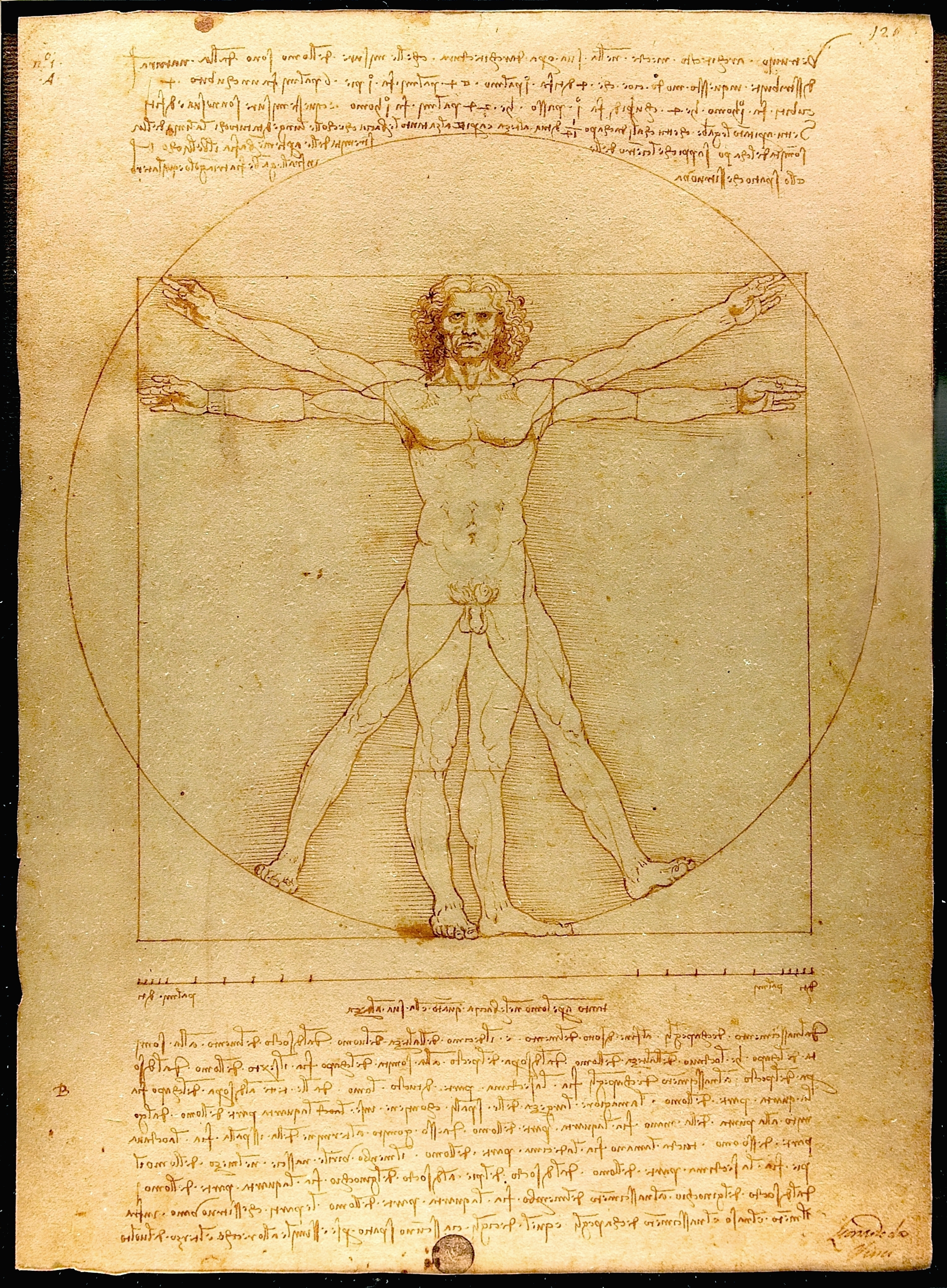

ترمينولوجيا هستولوجيكا (بالإنجليزية: Terminologia Histologica)‏ ويُدعى اختصارًا TH، هي لغة مقيدة تُستعمل في علم الأحياء الخلوي وعلم الأنسجة. في أبريل 2011، نُشرت ترمينولوجيا هستولوجيكا على الإنترنت بواسطة البرنامج الدولي للمصطلحات التشريحية. كان المقصود من هذا أنَّ تحل محل نومينا هستولوجيكا التي عرضت للمرة الأولى عام 1977 مع الإصدار الرابع لنومينا_أناتوميكا.
طُورت ترمينولوجيا هستولوجيكا بواسطة اللجنة الدولية الفدرالية للمصطلحات التشريحية.

## مخطط
- h1.00: علم الأحياء الخلوي
- h2.00: علم الأنسجة بشكلٍ عام 
  - H2.00.01.0.00001: خلية جذعية 
  - H2.00.02.0.00001: نسيج طلائي 
    - H2.00.02.0.01001: نسيج طلائي
    - H2.00.02.0.02001: ظهارة سطحية
    - H2.00.02.0.03001: نسيج طلائي

  - H2.00.03.0.00001: نسيج ضام ونسيج داعم 
    - H2.00.03.0.01001: خلايا النسيج الضام
    - H2.00.03.0.02001: نسيج خارج الخلية
    - H2.00.03.0.03001: ألياف الأنسجة الضامة
    - H2.00.03.1.00001: النسيج الضام الأصيل
    - H2.00.03.1.01001: الأربطة
    - H2.00.03.2.00001: لحمة متوسطة; الأنسجة الضامة الجيلاتينية
    - H2.00.03.3.00001: نسيج ضام شبكي
    - H2.00.03.4.00001: نسيج دهني
    - H2.00.03.5.00001: نسيج غضروفي
    - H2.00.03.6.00001: نسيج غضروفاني
    - H2.00.03.7.00001: النسيج العظمي

  - H2.00.04.0.00001: مركب لمفي دموي 
    - H2.00.04.1.00001: خلايا الدم
    - H2.00.04.1.01001: كرية دم حمراء
    - H2.00.04.1.02001: خلية الدم البيضاء
    - H2.00.04.1.03001: صفيحة دموية
    - H2.00.04.2.00001: بلازما الدم
    - H2.00.04.3.00001: تكون الدم
    - H2.00.04.4.00001: مواقع تكون الدم ما بعد الولادة
      - H2.00.04.4.01001: جهاز لمفي

  - H2.00.05.0.00001: نسيج عضلي 
    - H2.00.05.1.00001: نسيج العضلات الملساء
    - H2.00.05.2.00001: نسيج العضلات المخططة

  - H2.00.06.0.00001: نسيج عصبي 
    - H2.00.06.1.00001: عصبون
    - H2.00.06.2.00001: تشابك عصبي
    - H2.00.06.2.00001: خلية دبقية
- h3.01: العظامs
- h3.02: المفاصل
- h3.03: عضلة
- h3.04: جهاز هضمي
- h3.05: جهاز تنفسي
- h3.06: جهاز بولي
- h3.07: جهاز تناسلي
- h3.08: جهاز الغدد الصماء
- h3.09: جهاز الدوران
- h3.10: جهاز لمفي
- h3.11: جهاز عصبي
- h3.12: لحافة